# Garsten
Garsten è un comune austriaco di 6 647 abitanti nel distretto di Steyr-Land, in Alta Austria; ha lo status di comune mercato (Marktgemeinde). È famoso per l'abbazia benedettina che vi si trova e per l'abate san Bertoldo di Garsten, che la resse nel XII secolo.